# Sternum (Skorpione)

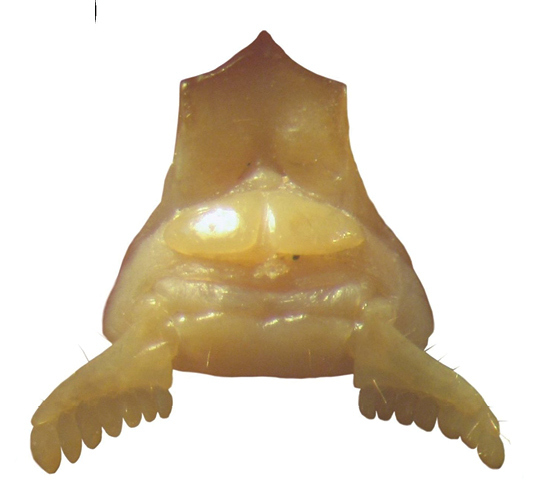
Euscorpius avcii, weiblich: oben das Sternum, in der Mitte das Genitaloperkulum, unten das Kammorgan

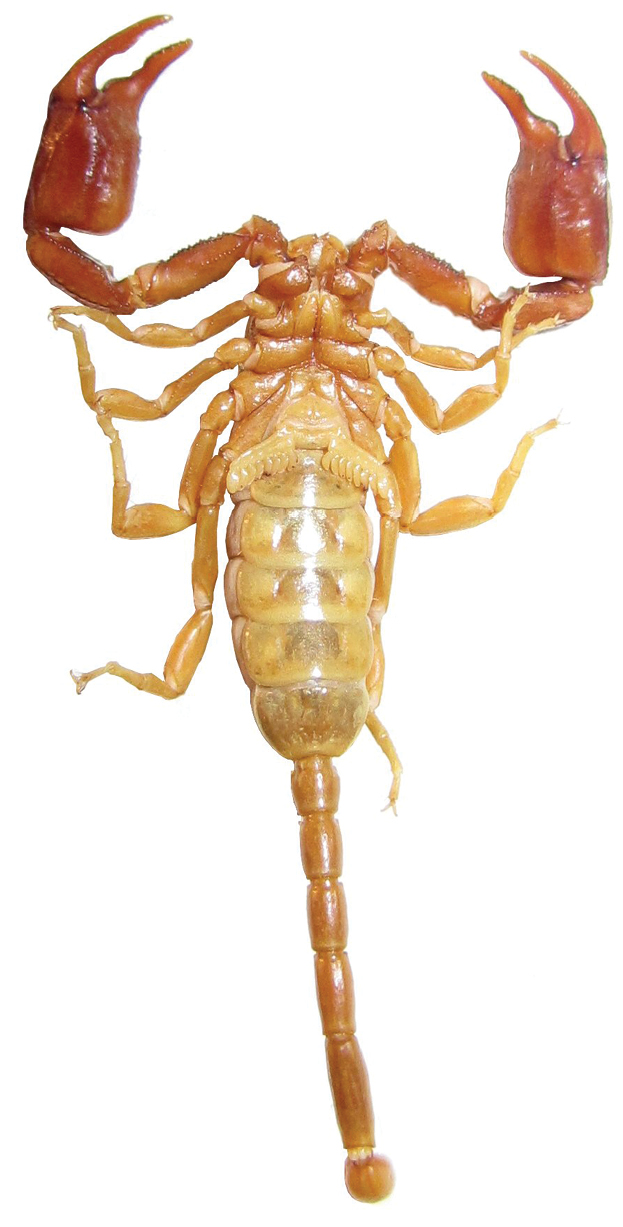
Euscorpius avcii, männlich: das Sternum befindet sich zwischen den Coxen der hinteren Beinpaare

Das Sternum (Mehrzahl Sterna, altgriechisch στέρνον sternon ‚Brust‘) ist die Brustplatte des Exoskeletts der Skorpione. Sie befindet sich bei allen rezenten Skorpionen an der Unterseite des Prosomas zwischen den Coxen der beiden hinteren Beinpaare. Bei fossilen Skorpionen besteht eine große Vielfalt der Formen und der Lagen relativ zu den Coxen. Von der Mitte des 19. bis zum Beginn des 21. Jahrhunderts wurde die äußere Form der Sterna als wichtiges taxonomisches Merkmal zur Unterscheidung der Familien der Skorpione betrachtet.

## Lage und Bau
Alle Skorpione haben ein Sternum. Es ist ein Teil des Exoskeletts, der sich bei allen rezenten Skorpionen unter dem Prosoma zwischen den Coxen der hinteren Beinpaare befindet. Vor ihm liegen die Coxen des zweiten Beinpaars, die in der Mitte des Prosomas aneinanderstoßen, hinter ihm das Genitaloperkulum. Mit den umgebenden Coxen ist das Sternum fest und mit dem Genitaloperkulum durch eine interstitielle Membran verbunden. Während die Lage des Sternums relativ zu den Coxen der Beine bei rezenten Skorpionen einheitlich ist, weisen fossile Skorpione diesbezüglich eine sehr große Variabilität auf.
Bei den rezenten Skorpionen ist das Sternum bei äußerer Betrachtung fünfeckig, dreieckig oder barrenförmig. Die häufigste Form ist das Fünfeck, sie tritt in allen Familien, aber nur selten bei den Buthidae und den Bothriuridae auf. Die Buthiden haben meist ein dreieckiges Sternum, während das barrenförmige lediglich bei der Familie Bothriuridae vorkommt.
Die entwicklungsgeschichtliche Herkunft des Sternums ist noch nicht abschließend geklärt. Allgemein wird angenommen, dass das Sternum der Skorpione durch eine Verschmelzung der Sternite des siebten und achten Somits entstanden ist. Eine alternative Hypothese geht von einer Verschmelzung von Anhängen des Opisthosomas aus, die mit den Chilaria der Xiphosura homolog sind. Embryologische Untersuchungen weisen auf ein Entstehen aus dem ersten Segment des Opisthosomas hin.

## Typen
Die Beobachtung, dass das erste Stadium juveniler Skorpione immer ein fünfeckiges Sternum hat, führte zu der Hypothese, dass das fünfeckige Sternum die ursprünglichste Form ist. Bereits 1916 wurde von Alexander Petrunkewitsch erkannt, dass das barrenförmige Sternum, das häufig in der Mitte senkrecht geteilt ist und den Eindruck zweier voneinander getrennter Segmente vermittelt, tatsächlich ein gefaltetes fünfeckiges Sternum ist. Das dreieckige Sternum ist gleichfalls ein fünfeckiges Sternum, dessen beide vorderen Seiten stark verkürzt sind, so dass der Eindruck eines Dreiecks entsteht.
2003 veröffentlichten die US-amerikanischen Arachnologen Michael E. Soleglad und Victor Fet eine eingehende Untersuchung der Sterna aller rezenten Familien der Skorpione, unter Berücksichtigung von 89 Gattungen. Ihre Analyse war die erste, die nicht nur die äußere Erscheinung, sondern auch die innere Struktur der Sterna berücksichtigte. Soleglad und Fet lieferten für die dreieckigen und barrenförmigen Sterna erstmals detaillierte Erklärungen ihrer Entwicklung aus den fünfeckigen Sterna. Dabei führten sie diese und zahlreiche Zwischenformen auf unterschiedliche Grade vertikaler oder horizontaler Kompression zurück.

### Typ 1
Das Sternum des Typs 1 ist von außen betrachtet fünfeckig, wobei Formen vom gleichseitigen Fünfeck bis hin zum augenscheinlich fast dreieckigen Sternum mit stark verkürzten vorderen Seiten möglich sind. Im hinteren Bereich des Sternums befindet sich stets eine Vertiefung, die die Basis des Sternums niemals zweiteilt. Die Vertiefung wird nach hinten durch einen Wulst abgeschlossen, der durch die Vorderkante des Genitaloperkulums verdeckt sein kann. Größe und Form der Sterna können stark unterschiedlich sein. Mittig auf dem Sternum kann sich ein konkav gewölbter und von der Vertiefung an der Basis ausgehender Bereich befinden, der manchmal nach vorne in eine mediane Furche übergeht. Der vordere Bereich des Sternums kann ebenfalls sehr unterschiedlich gestaltet sein. Manchmal befindet sich hier eine leichte Vertiefung oder auch eine leichte scharf abgegrenzte runde Erhebung, die teilweise von den leicht überlappenden Coxen des zweiten Beinpaars verdeckt sein kann.
Die Betrachtung der Innenseite des Sternums zeigt stets eine dreidimensionale Struktur als Fortsetzung der Vertiefung am hinteren Rand, die sich schräg nach hinten in die Körperhöhle erstreckt. Sie kann in Größe und Form sehr unterschiedlich sein, von einer kaum wahrnehmbaren leichten Erhebung bis zu einem Fortsatz, der bis hinter die Basis des Sternums in die Körperhöhle ragt. Dabei weisen die neuweltlichen Skorpione besonders stark ausgeprägte Strukturen auf, während die der Alten Welt regelmäßig kleiner bleiben. Die vorderen und seitlichen Ränder des Sternums sind nach innen gefaltet und ragen mit ihren Kanten geringfügig in die Körperhöhle. Das Sternum des Typs 1 wird von Soleglad und Fet als primitive Form betrachtet, die neben den fossilen Skorpionen der Familie Palaeopisthacanthidae bei den rezenten Familien Pseudochactidae, Buthidae, Microcharmidae und Chaerilidae auftritt.

### Typ 2

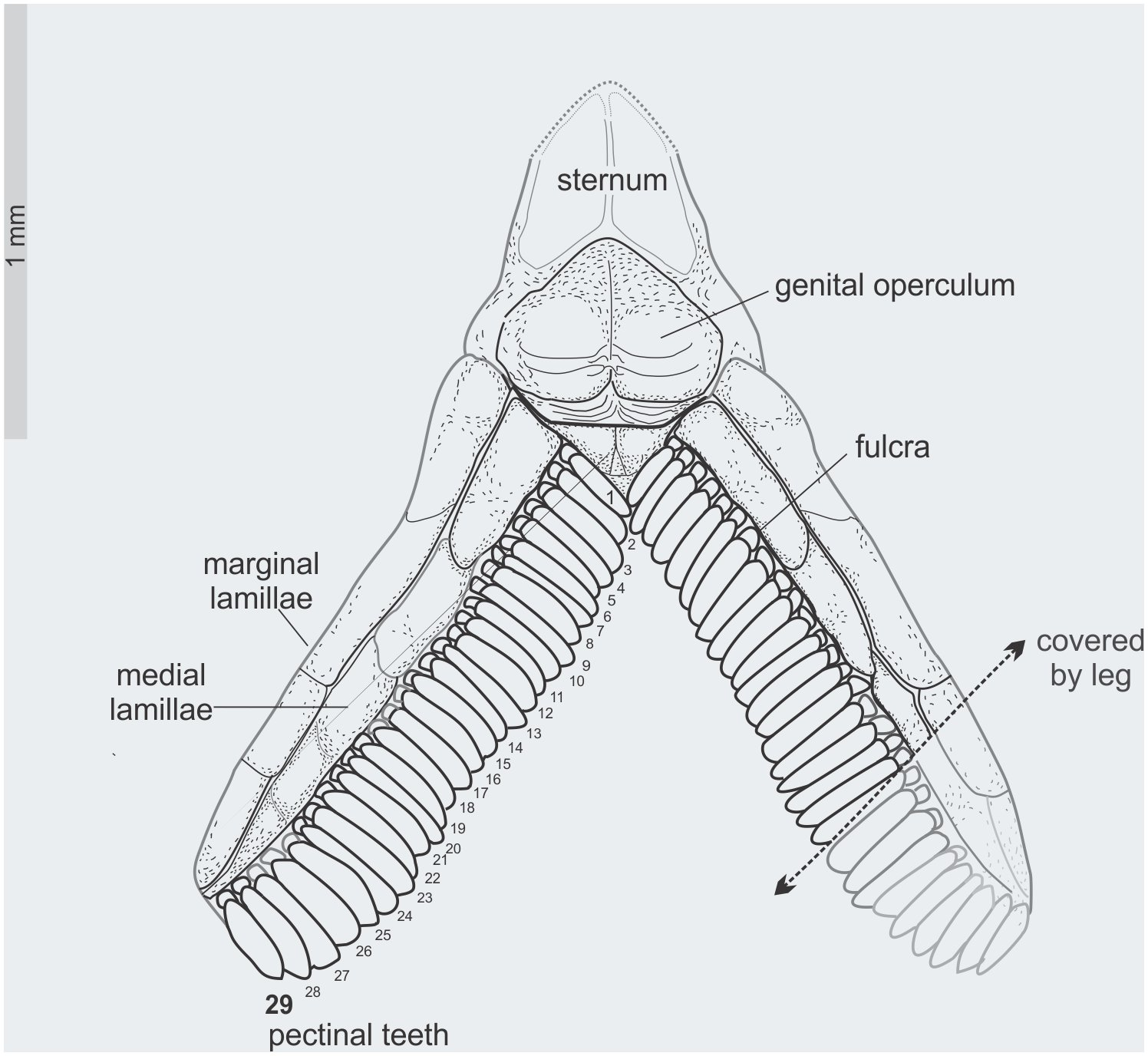
Eingekerbtes Sternum des Typs 2 bei Tityus apozonalli

Das Sternum des Typs 2 hat stets einen eingekerbten hinteren Rand. Zu beiden Seiten der Einkerbung erstrecken sich konvexe laterale Lappen nach hinten. Am vorderen Ende des Sternums befindet sich stets eine Vertiefung, die in Abhängigkeit von Form und Größe der lateralen Lappen unterschiedlich stark ausgeprägt ist. Sie kann durch die Coxen des zweiten Beinpaars ganz oder teilweise verdeckt sein. Die Proportionen sind sehr variabel, von einem stark verlängerten Sternum bis hin zu dem kurzen und sehr breiten, das früher als barrenförmig bezeichnet wurde.
Die innere Seite des Sternums zeigt beiderseits der Einkerbung zwei hervorstehende und schräg nach hinten in die Körperhöhle reichende Strukturen, die ihren Ausgangspunkt an den inneren Kanten der lateralen Lappen haben. Auch diese Fortsätze können stark unterschiedlich ausgeprägt sein, von kaum erkennbaren Wülsten entlang der Innenkanten der lateralen Lappen bis zu umfangreichen dreidimensionalen Strukturen, die sich weit nach vorne, nach hinten bis über die Basis des Sternums hinaus und seitlich weit in Richtung der Kanten des Sternums erstrecken. Wie beim Sternum des Typs 1 sind die vorderen und seitlichen Ränder des Sternums nach innen gefaltet. Soleglad und Fet nehmen an, dass alle höher entwickelten Skorpione mit Orthobothriotaxie des Typs C ein Sternum des Typs 2 aufweisen.

## Taxonomische Bedeutung
Die Form der Sterna ist erstmals 1861 von dem deutschen Naturforscher Wilhelm Peters als taxonomisches Merkmal zur Abgrenzung der Familien der Skorpione voneinander herangezogen worden. Bis dahin galt die Anzahl der lateralen Ocellen als wichtigstes Merkmal, die jedoch selbst innerhalb einer Art unterschiedlich sein kann. Die Erkenntnisse Peters waren bis in das 21. Jahrhundert eine fast unumstrittene Grundlage für die höhere Systematik der Skorpione. Wiederholt wurden Taxa in bestimmte Familien eingeordnet, obwohl dies nur durch die Form der Sterna begründet war, und zahlreiche andere morphologische Merkmale andere Verwandtschaftsverhältnisse nahelegten.
Soleglad und Fet stellten 2003 im Rahmen ihrer Untersuchung der Sterna der rezenten Skorpione fest, dass die seit der Mitte des 19. Jahrhunderts übliche Deutung der Form der Sterna als wesentliches taxonomisches Merkmal keine hinreichende Grundlage hat. Sie entwickelten, begrenzt auf die Teilordnung Orthosterni mit allen rezenten Skorpionen und der fossilen Familie Palaeopisthacanthidae, eine Systematik, die neben der äußeren auch die innere Struktur des Sternums berücksichtigt.